# Campionat del Món de billar pentatló
El Campionat del Món de billar pentatló fou un torneig de billar en la modalitat de pentatló, organitzat per la UIFAB (Union Internationale des Federations d'Amateurs de Billard) fins 1954, i a continuació per la UMB (Union Mondiale de Billard).

## Historial
Font:
| Num. | Any    | Seu                | Campió                 | P.     | Finalista         | P.     |
| 0    | 1933   | Vichèi             | Jacques Davin          | 033,46 | Gustave van Belle | 032,99 |
| 01   | 1934   | Brussel·les        | Gaston de Doncker      | 026,62 | Jean Albert       | 030,17 |
| 02   | 1935   | Viena              | Gustave van Belle      | 032,45 | Jean Albert       | 033,78 |
| 03   | 1936/1 | Malo-les-Bains     | Jan Sweering           | 030,42 | Gaston de Doncker | 025,18 |
| 04   | 1936/2 | Alger              | August Tiedtke         | 034,07 | Jacques Davin     | 030,68 |
| 05   | 1938   | Colònia (Alemanya) | Jean Albert            | 032,50 | Jan Sweering      | 032,62 |
| 06   | 1939   | Aquisgrà           | Walter Lütgehetmann    | 026,71 | Constant Côte     | 028,17 |
| 07   | 1954   | Buenos Aires       | Pedro Leopoldo Carrera | 051,94 | Enrique Navarra   | 040,50 |
| 08   | 1965   | Anvers             | Raymond Ceulemans      | 378,65 | Antoine Schrauwen | 189,19 |
| 09   | 1969   | Berlín             | Ludo Dielis            | 212,47 | Raymond Ceulemans | 344,61 |
| 10   | 1972   | Gent               | Raymond Ceulemans      | 438,36 | Ludo Dielis       | 263,51 |
| 11   | 1974   | Niça               | Raymond Ceulemans      | 233,47 | Roland Dufetelle  | 101,22 |
| 12   | 1975   | Gent               | Raymond Ceulemans      | 358,92 | Ludo Dielis       | 297,02 |
| 13   | 1977/1 | Deurne             | Dieter Müller          | 113,87 | Raymond Ceulemans | 195,63 |
| 14   | 1977/2 | Santiago de Xile   | Dieter Müller          | 105,30 | Ludo Dielis       | 116,69 |
| 15   | 1981   | Maastricht         | Ludo Dielis            | 165,24 | Jos Bongers       | 136,34 |
| 16   | 2001   | Viena              | Fonsy Grethen          | 119,78 | Martin Horn       | 090,33 |